# Ligne 16 du métro de Pékin
La ligne 16 est l'une des 25 lignes du réseau métropolitain de Pékin, en Chine. Elle est ouverte depuis le 31 décembre 2016.

## Tracé et stations
Traversant les districts de Haidian, Xicheng et Fengtai à l'ouest de l'agglomération, la ligne relie Bei'anhe au nord à Wanpingcheng au sud, et compte au total 29 stations sur une longueur de 48,9 km. 
Elle est en correspondance avec les lignes 1, 4, 6, 7, 9, 10 et Fangshan.

## Histoire
La ligne est mise en service le 31 décembre 2016 entre Xiyuan (en correspondance avec la ligne 4) et Bei'anhe. La station Nongdananlu est ouverte en décembre 2017. La ligne est ensuite prolongée le 31 décembre 2020 sur 10 km au sud de Xiyuan à Ganjia Kou offrant une correspondance avec les lignes 4 et 9 à la station de la Bibliothèque nationale. Le 31 décembre 2021, un nouveau prolongement de 980 m est ouvert au sud de Ganjia Kou jusqu'à Yuyuantan Dongmen, suivi le 31 décembre 2022, de la mise en service de la section sud de 14,234 km jusqu'à Yushuzhuang. La station Erligou, en correspondance avec la ligne 6, est ouverte le 18 mars 2023. Enfin le 30 décembre 2023, un nouveau prolongement et mis en service au sud sur 2,7 km jusqu'au nouveau terminus Wanpingcheng, en même temps que la station intermédiaire Suzhoujie, établissant une correspondance avec la ligne 10.

## Exploitation
Contrairement à la plupart des lignes du métro de Pékin construites et gérées par l'État, la ligne 16 (comme les lignes 4 et 14) a été construite et est exploitée par la société Beijing MTR Corporation Limited, une coentreprise entre MTR Corporation, société qui exploite le métro de Hong Kong, Beijing Capital Group (BCG) et Beijing Infrastructure Investment Co. (BIIC). Les deux premières détiennent chacune 49 % du capital et BIIC les 2 % restants.